# Le Grand Duc (bande dessinée)
Pour les articles homonymes, voir Grand-duc (homonymie).
Le Grand Duc est une série de bande dessinée, publiée dans la collection « Cockpit » des Éditions Paquet. Elle est achevée en trois tomes.

## Synopsis
Les vies parallèles de Wulf et Lilya sur le front de l’Est de 1943 à la défaite de l'Allemagne nazie en mai 1945. Wulf, officier de la Luftwaffe, porte un regard désabusé sur cette guerre qui se déroule. Se définissant comme anti-nazi, il est néanmoins un élément émérite de la chasse de nuit allemande. Lilya est une femme pilote de l’armée de l'air soviétique. Elle va devoir faire ses preuves pour obtenir les commandes d'un chasseur. En trois albums, Yann et Hugault nous font partager les destins croisés de ces deux êtres.

## Personnages principaux
- Adolf Wülf : Oberleutnant puis Hauptmann de la Luftwaffe décoré de la Croix de fer avec feuilles de chênes quelques mois avant la fin de la guerre. C'est un des deux personnages principaux de la série. Il possède un hibou grand-duc comme animal de compagnie. Il déteste qu'on utilise son prénom, ne voulant rien avoir de commun avec Adolf Hitler. Il se revendique antinazi, ce qui lui vaudra des ennuis permanents avec ses commandants d'unité successifs. Pourtant, ses talents de pilote sont tels qu'on lui confie pour expérimentation au combat un des premiers exemplaires du Heinkel He 219 « Uhu » (hibou grand-duc), ce qui explique (avec son étrange mascotte) le titre de la série. Malheureusement cet appareil exceptionnel sera détruit par Lilya Litvasky, et il devra à nouveau piloter des appareils de série, certes de plus en plus performants : Focke-Wulf Fw 190 et même Focke-Wulf Ta 152 dans les dernières semaines de la guerre. Sa femme est décédée depuis longtemps durant un bombardement allié. Il a une fille, Romy, qui mourra dans le tristement célèbre bombardement de Dresde à la fin du 2e épisode.  Pour avoir tenté de couvrir la désertion de son ami Fred Hossay, il sera arrêté et on lui donnera le choix entre l'exécution et une mission-suicide : détruire le pont de Küstrin avec un Mistel pour ralentir l'avance soviétique du printemps 1945. Il survivra par miracle à cette mission, et sera capturé par les Soviétiques et envoyé dans un camp de prisonniers.

- Lilya Litvasky : pilote de l'armée de l'air soviétique. C'est le second personnage principal de la série. Elle sera décorée de l’Ordre des héros de l’Union Soviétique pour son comportement héroïque durant la guerre. Elle aura une aventure avec le pilote soviétique Valentin Lioubov puis avec Adolf Wülf. Elle sera finalement accusée de trahison au profit des Allemands et envoyée en camp de détention (goulag) à la fin de la guerre[1].

- Fred Hossay : mischling demi-juif et demi-aryen, c'est le meilleur ami de Wülf et un excellent pilote. Il partage les idées antinazies de Wülf. Il tentera dans le dernier épisode de déserter lors d'une mission, avec la complicité de Wulf, mais se fera abattre par le nazi fanatique Max Pökelkammer.

- Valentin Lioubov : Pilote de l'armée de l'air soviétique et spécialiste de l'attaque Taran aussi bien en l'air qu'à terre. Il est l'amant de Lilya Litvasky.

- Max Pökelkammer : nazi fanatique, il arrive dans l'unité de Wulf fraîchement émoulu de l'école de pilotage, et déterminé à devenir rapidement un as. Dès le départ, sa relation avec Wulf est exécrable. Il le hait, et cherche absolument à le détruire.

- Verena : auxiliaire féminine (Helferin) de la Luftwaffe. Elle sera successivement la maitresse de Wulf puis de Max Pökelkammer. C'est une femme dangereuse. Elle apporte son concours à Max pour détruire Wulf qui l'a rejetée.

## Albums
- Paquet, collection « Cockpit » :

1. Les Sorcières de la nuit, octobre 2008  (ISBN 978-2-88890-277-5)[2].
2. Camarade Lilya, octobre 2009  (ISBN 978-2-88890-322-2)[3].
3. Wulf & Lilya, novembre 2010  (ISBN 978-2-88890-362-8).

- Le Grand Duc (intégrale), Paquet, coll. « Perfectus », 2013  (ISBN 978-2-88890-616-2).